# Kolarstwo na Igrzyskach Wspólnoty Narodów Młodzieży 2011
Zawody kolarskie na Igrzyskach Wspólnoty Narodów Młodzieży 2011 odbyły się w położonym na wyspie Man mieście Douglas w dniach 9–11 września 2011 roku.

## Informacje ogólne
O dziesięć kompletów medali walczyło łącznie 64 juniorów i juniorek. Każdy kraj mógł wystawić reprezentację składającą się maksymalnie z czterech zawodników każdej płci. Ich wiek musiał zaś znajdować się w przedziale 17–18 lat, czyli uprawnieni do startu byli sportowcy urodzeni w latach 1993–1994.
Zawody były rozgrywane na ulicach Douglas, ze startem i metą na Douglas Promenade lub na torze wyścigowym, na którym rozgrywany jest Isle of Man TT.
Zawody zdominowali reprezentanci Australii i Anglii, zdobywając 23 z 30 medali, w tym wszystkie złote.

## Podsumowanie

### Klasyfikacja medalowa
| Miejsce | Reprezentacja | Złoto | Srebro | Brąz | Razem |
| ------- | ------------- | ----- | ------ | ---- | ----- |
| 1       | Australia     | 5     | 4      | 3    | 12    |
| 2       | Anglia        | 5     | 3      | 3    | 11    |
| 3       | Walia         | 0     | 3      | 3    | 6     |
| 4       | Kanada        | 0     | 0      | 1    | 1     |
| Razem   | Razem         | 10    | 10     | 10   | 30    |

### Medaliści
| Konkurencja                                      | 1. miejsce                                                               | 2. miejsce                                                       | 3. miejsce                                                                   |
| ------------------------------------------------ | ------------------------------------------------------------------------ | ---------------------------------------------------------------- | ---------------------------------------------------------------------------- |
| Wyścig indywidualny ze startu wspólnego mężczyzn | Australia · Caleb Ewan                                                   | Walia · Owain Doull                                              | Australia · Jack Beckinsale                                                  |
| Wyścig drużynowy ze startu wspólnego mężczyzn    | Australia · Caleb Ewan · Jack Beckinsale · Robert McCarthy · Alex Morgan | Anglia · Jon Dibben · Matthew Holmes · Sam Lowe                  | Walia · Owain Doull · Dan Pearson                                            |
| Wyścig indywidualny ze startu wspólnego kobiet   | Anglia · Lucy Garner                                                     | Australia · Emily Roper                                          | Anglia · Hannah Barnes                                                       |
| Wyścig drużynowy ze startu wspólnego kobiet      | Anglia · Lucy Garner · Hannah Barnes · Harriet Owen                      | Australia · Emily Roper · Jess Mundy · Allison Rice · Jess Allen | Walia · Amy Roberts · Elinor Barker                                          |
| Wyścig indywidualny na czas mężczyzn             | Australia · Alex Morgan                                                  | Australia · Jack Beckinsale                                      | Anglia · Jon Dibben                                                          |
| Wyścig drużynowy na czas mężczyzn                | Australia · Caleb Ewan · Jack Beckinsale · Robert McCarthy · Alex Morgan | Anglia · Jon Dibben · Matthew Holmes · Sam Lowe                  | Kanada · Elliott Doyle · Simon-Pierre Gauthier · Charles Matte · David Onsow |
| Wyścig indywidualny na czas kobiet               | Anglia · Hannah Barnes                                                   | Australia · Jess Allen                                           | Walia · Elinor Barker                                                        |
| Wyścig drużynowy na czas kobiet                  | Anglia · Lucy Garner · Hannah Barnes · Harriet Owen                      | Walia · Amy Roberts · Elinor Barker                              | Australia · Jess Allen · Jess Mundy · Allison Rice · Emily Roper             |
| Kryterium uliczne mężczyzn                       | Australia · Robert McCarthy                                              | Anglia · Jon Dibben                                              | Australia · Jack Beckinsale                                                  |
| Kryterium uliczne kobiet                         | Anglia · Hannah Barnes                                                   | Walia · Elinor Barker                                            | Anglia · Lucy Garner                                                         |